# Wybory do Parlamentu Europejskiego w Bułgarii w 2009 roku

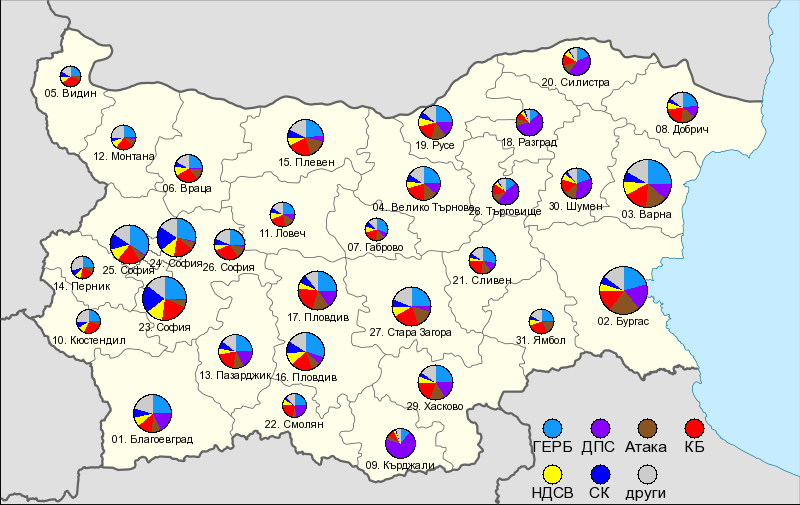
Wybory do Parlamentu Europejskiego w Bułgarii w 2009 roku: głosy według regionów

Wybory do Parlamentu Europejskiego w Bułgarii odbyły się 7 czerwca 2009 roku. Bułgarzy wybrali 17 europarlamentarzystów, co odzwierciedlają przepisy Traktatu Nicejskiego.

## Wyniki
|  | Komitet Wyborczy                                                   | Lider                   | Głosy      | Procent (zmiana) | Procent (zmiana) | Mandaty (zmiana) | Mandaty (zmiana) | % mandatów |
|  | ------------------------------------------------------------------ | ----------------------- | ---------- | ---------------- | ---------------- | ---------------- | ---------------- | ---------- |
|  | Obywatele na rzecz Europejskiego Rozwoju Bułgarii „GERB”           | Bojko Borisow           | 627,693    | 24,36%           | +2,68            | 5                | 0                | 29,4%      |
|  | Bułgarska Partia Socjalistyczna                                    | Sergiej Staniszew       | 476,618    | 18,50%           | -2,91            | 4                | 1                | 23,5%      |
|  | Ruch na rzecz Praw i Wolności                                      | Ahmed Doğan             | 364,197    | 14,14%           | -6,12            | 3                | -1               | 17,6%      |
|  | Narodowe Zjednoczenie „Ataka”                                      | Wolen Siderow           | 308,052    | 11,96%           | -2,24            | 2                | -1               | 11,8%      |
|  | Narodowy Ruch na rzecz Stabilności i Postępu                       | Symeon Sakskoburggotski | 205,146    | 7,96%            | +1,89            | 2                | +1               | 11,8%      |
|  | Niebieska Koalicja                                                 |                         | 204,817    | 7,95%            | -1,14            | 1                | +1               | 5,9%       |
|  | ▪ Demokraci na rzecz Silnej Bułgarii                               | Iwan Kostow             |            |                  |                  |                  |                  |            |
|  | ▪ Związek Sił Demokratycznych                                      | Martin Dimitrow         |            |                  |                  |                  |                  |            |
|  | Liberalna Inicjatywa Demokratycznego Europejskiego Rozwoju (LIDER) | Kanczo Filipow          | 146,984    | 5,70%            | +5,70            | 0                | 0                | –          |
|  | Porządek, Prawo i Sprawiedliwość                                   | Atanas Żelezczew        | 120,280    | 4,67%            | +4,67            | 0                | 0                | –          |
|  | Bezpartyjni i niezrzeszeni                                         | –                       | 122,647    | 4,76%            | +4,76            | 0                | 0                | –          |
|  | Razem                                                              |                         | 2,576,434  | 100,0%           |                  | 17               |                  | 100,0%     |
|  | Frekwencja                                                         | Frekwencja              | Frekwencja | Frekwencja       | Frekwencja       | Frekwencja       | 38,99% (+10,39%) |            |